# 羅布 (印第安納州)
羅布（英語：Raub）是位於美國印地安納州本頓縣的一個非建制地區。該地的面積和人口皆未知。

## 地理
羅布的座標為40°43′48″N 87°29′30″W / 40.73000°N 87.49167°W，而該地的平均海拔高度為223米（即732英尺）。